# 黃花崗起義
黄花岗起義，又稱黃花岗之役，是中國同盟會於1911年4月27日（清宣統三年三月二十九日）在中國广东省廣州發起的一場起義。这场起义于1910年11月13日在槟榔屿会议上由孫文提出，并由黄兴主持筹划。1911年1月18日，黄兴在香港成立起义统筹部，以赵声为总司令，黄兴为副总司令。初定起义日期为4月13日，但由于武器装备尚未到位、温生才自行刺杀广州将军孚琦、策应起义的新军大部即将退伍等多种原因，起义时间最终被推迟至4月27日，即农历三月廿九日。4月23日黄兴赶赴广州成立起义指挥部。起义原计划配合新军、巡防营和巡警队，分十路进攻夺取广州城，并进一步推动全国范围的革命。但起义信息泄露，指挥部被迫遣散大量人员，原攻城计划则转为刺杀计划。4月27日起义正式爆发，因姚雨平、胡毅生和陈炯明按兵不动，原计划的四条进攻路线仅剩黄兴一部130余人。起义部队之后攻入两广总督署，发现总督张鸣岐已经逃跑。水师提督李准的两个防营随即前来镇压，起义部队在随后的巷战中被冲散，大多被俘或阵亡。关于起义失败的原因，黄兴认为除了武器装备运输缓慢、温生才刺杀孚琦等意外事件之外，姚雨平等人贪生怕死而不配合起义为主要原因。而姚雨平等人认为自己只是支持起义延期，并非贪生怕死。
起义中的死难者被同盟会会员潘达微组织社会力量安葬于红花岗。潘达微认为黄花岗比红花岗更能代表烈士的精神，故称烈士安葬地为黄花岗，此名后来广为接受。中华民国成立后，农历三月廿九日即为革命先烈纪念日。在1924年国民党中执委会议上，因考虑到农历存在闰三月，遂将起义纪念日期改至阳历3月29日以避免混乱。1943年国民政府将3月29日定为中华民国青年节。

## 背景
1908年，同盟会会员倪映典加入广州新军，并在新军中发展革命力量，许多新军士兵被发展为革命党。1909年11月，同盟会在香港正式成立南方支部，胡汉民担任支部长。单独负责西南各省的党务和军务。1910年2月12日，倪映典组织广州新军的一标、炮一营、炮二营、工程营、辎重营等共计三千余人发动起义，是为庚戌新军起义。起义开始后不久，倪映典只身与清军谈判，在谈判结束时遭清军杀害，起义部队随即失去指挥，不久即宣告失败。但这次起义极大鼓舞了华侨对革命的信心，大批华侨自发给同盟会捐资来资助革命；同盟会方面也从这次起义中意识到，新军可以作为重要的革命力量，但必须要有合适的指挥者:764-773。
1910年11月13日，孙中山在槟榔屿与黄兴、赵声、胡汉民等举行会议，会议考虑到广州新军第二标因被缴械而未能参与之前的起义故而得以完整保留，以及第三标一营和巡防队也有相当数量的革命党人，于是决定在广州再举行一次起义。会议还计划，在起义胜利之后，由黄兴和赵声各率领一部起兵北伐，以期取得全国范围的响应:773-775。因此是次起义也称第三次廣州起義。

## 准备

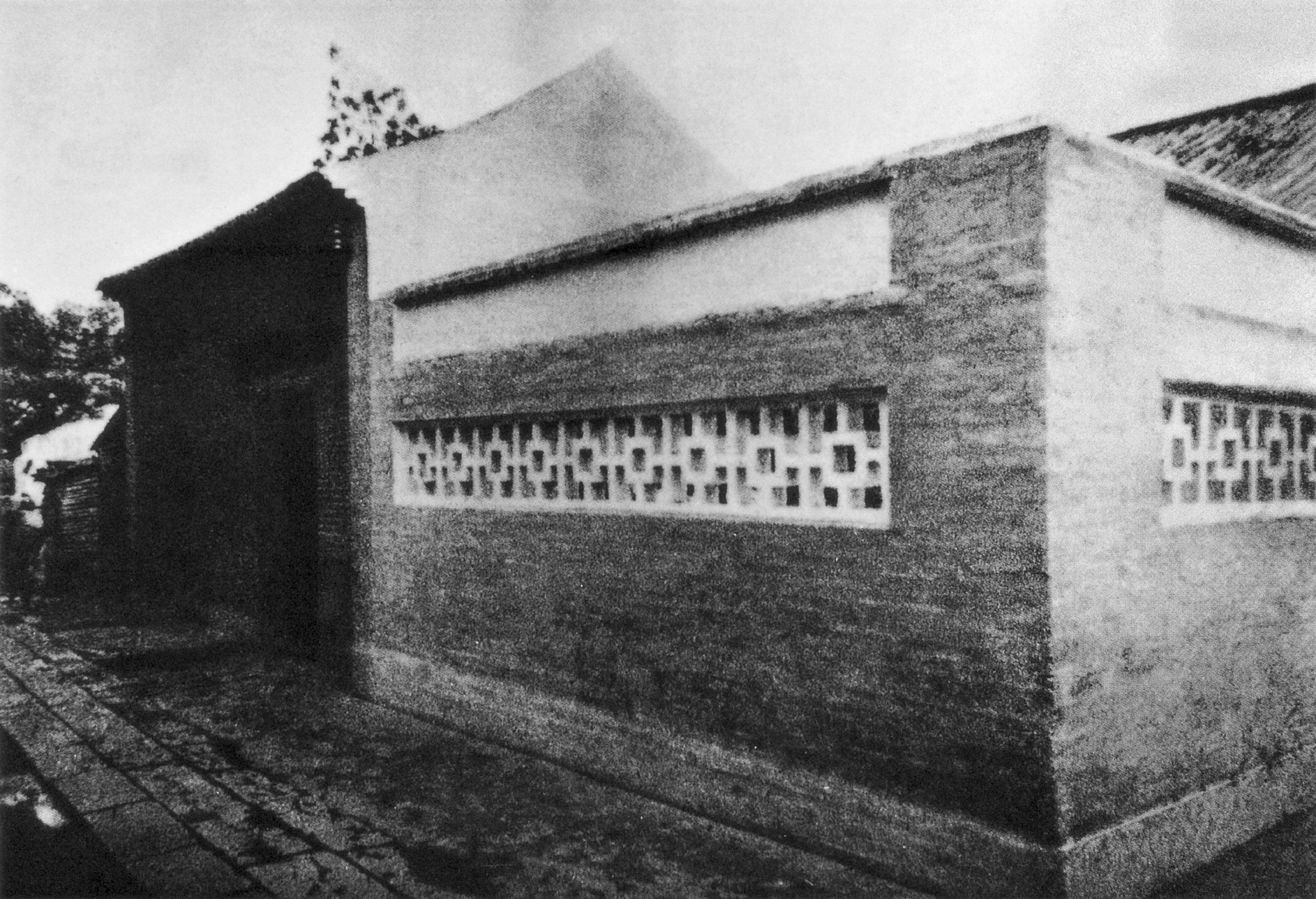
小东营5号指挥部旧址

### 领导机构
1911年1月18日，黄兴抵达香港，主持这次起义的筹备工作。1月底，黄兴成立了起义统筹部并自任部长，以赵声为副部长。起义统筹部下分八个课室:775-776：
- 调度课，课长姚雨平，工作内容为运动新旧军队；
- 交通课，课长由赵声兼任，工作内容为联络江苏、浙江、安徽、湖南、湖北、广西、福建、云南各地的革命力量；
- 储备课，课长胡毅生，工作内容为购买和运输军械；
- 编制课，课长陈炯明，工作内容为制定规则；
- 秘书课，课长胡汉民，工作内容为处理文件；
- 出纳课，课长李海云，工作内容为财政收支；
- 调查课，课长罗炽扬，工作内容为侦察敌情；
- 总务课，课长洪承典，工作内容为各项杂务。

各课在广州共设置了38处分支机关，很多机关为同盟会的女会员以女眷身份作为掩护而租赁的。此外在广州百花街，起义统筹部还设置了实行部，负责制造炸弹和准备暗杀活动:33,44。

### 庇能会议
1910年11月13日，在孙中山等人在南洋等地筹集了所有的起义资金之后。最終在槟榔屿举行了两次会议（即“庇能会议”和“紧急会议”），该会议主要是策划该起义的时间点。最终确定了日期为三月廿九日。

### 资金
槟榔屿会议结束后，孙文等同盟会会员着手筹集起义经费。为此，孙文特意致函咸马里和布思，委托他们在美国筹集钱款。此外黄兴在东南亚的新加坡、暹罗、吉隆坡等地募集款项；胡汉民、邓泽如、谢良牧、姚雨平等人也分别从事筹款事宜。陈耀垣、冯自由和黄芸苏等人则负责在美洲等地筹款。所有的筹款活动几乎全靠募款人的游说。经多方奔走，同盟会会员们在美洲募集到了77000元，在英属南洋募集到了47663元，在荷属南洋募集到了32550元，总计157213元。:776

### 武装
本次起义原本所依赖的武装力量，包括新军第二标、巡防营和警察。但由于警察并没有战斗力，且巡防营经常被派驻在广州以外的地点，黄兴和赵声等人就将新军第二标作为起义的骨干。在此基础之上，起义统筹部计划核查新军原有的同盟会会员的情况，以便分派任务；并在旧有基础之上，在士兵和官员之中发展新的同盟会会员。庚戌新军起义之前，加入同盟会仅仅签订一份盟单。此次起义筹备时，在签订盟单的基础上，每人再配发1元。相关的盟单在签订完成后随即回收至香港的同盟会南方支部。此外，起义统筹部还试图发动广州周边的巡防营、警察和民军，让他们在起义爆发时从外围向广州发动进攻。为此，黄兴长子黄一欧等四人在1911年初抵达广州并投考了巡警所，最终顺利通过考试。随即这四个人在巡警中展开了起义宣传。:776-778
此外，起义统筹部吸收了庚戌新军起义的经验教训，决定选拔一批能直接听命于起义领导机关的人员作为骨干队伍，其中包括黄兴所辖的林时爽、方声洞、林觉民、喻培伦、熊克武等人，以及赵声所辖的宋玉琳等人。这些人被选作发难的先锋，称为“选锋”，起初招募了500人，经扩招后总人数达到800人。这些选锋来自除留学生之外，还有大量来自海外的华侨，其主要作用包括突袭清军在广州的指挥机构和军火库等地，并打开城门引支持起义的新军入城。作为相配套的举措，起义统筹部花费了65981元购买了大量枪械和子弹，以供选锋使用。:776-778
起义统筹部还联络了湖北、湖南等地的新军，相约在广州起义成功之后互为响应。另外，起义统筹部在上海设立了办事机关，以和江苏、浙江、安徽等地的革命党人取得联系。同时，统筹部还派遣了方君瑛等人前往桂林，与广西新军中的革命党人相接洽，以便起义成功后相互相应:778-779。

## 经过

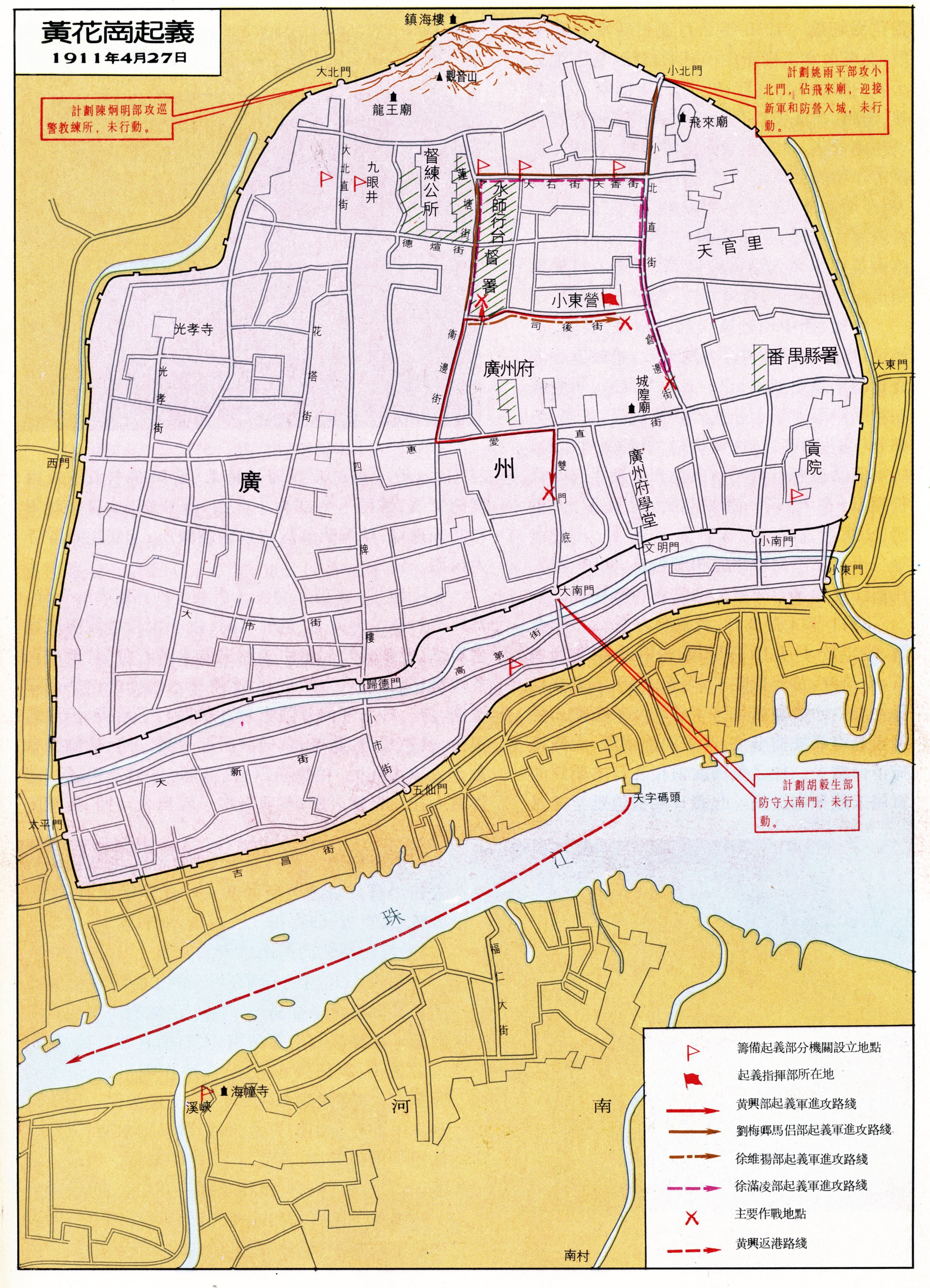
黄花岗起义形势图

### 初定计划
1911年4月8日，黄兴主持召开了起义统筹部的发难会议。这次会议中，将赵声任命为总司令，黄兴任命为副总司令。会议还确定了起义部队攻打广州的十路进攻计划:779-780：
- 黄兴率南洋和福建的100名选锋攻打两广总督署；
- 赵声率江苏、安徽的100名选锋攻打水师行台；
- 徐维扬和莫纪彭率北江的100名选锋攻打督练公所；
- 陈炯明和胡毅生率民军和东江的100名选锋拦截清军，并占领归德门和大北门的城楼；
- 黄侠毅、梁起率东莞的100名选锋攻打警察署和广中协署，同时防守大南门；
- 姚雨平率100人攻打飞来庙和小北门，以便放新军入城；
- 李文甫率50人攻打石马槽军械局；
- 张六村率50人攻占龙王庙；
- 洪承典率50人攻打西槐二巷的炮营；
- 罗仲霍率50人破坏电信局。

此外会议还设置了放火委员，在旗界和租界设置了9处放火点，起义时由同盟会女会员放火，以便扰乱清军军心:47。
会议制定的起义时间原为4月13日:780。但由于4月8日同盟会会员温生才自发地前去刺杀水师提督李准，并最终杀死广州将军孚琦:38，导致清政府严密设防:780，起义统筹部最终决定推迟至4月底举行起义。黄兴先行于4月23日进入广州，并将起义指挥部设在了越华街小东营五号。24日，起义指挥部召开作战会议商讨起义的具体事宜，期间胡毅生和陈炯明以起义所需款项尚未到齐，购买的军火也没有到位为由请求推迟起义时间，经商议后起义时间推迟到26日。而赵声由于在广州熟人太多，为了避免暴露，决定延后抵达广州，并以宋玉琳为自己的临时代表:48-49。黄兴到达广州后，以军火仍未到齐、新军第二标的士兵将于农历四月初大批退伍等原因，将起义时间向后推了一天，定在了当月27日，即农历辛亥年三月二十九日。:780。

### 计划生变
4月23日至25日，清政府突然收回了新军的枪械上的枪机，同时大批清兵进入广州城，而始平书院、三眼井等革命党人的军火库遭到清军的突击检查，装备全部被清缴:780-782，运输的炸药也被清军搜走不少:43。另外，清军在城内的龙王庙突然增加了驻扎兵力。起义指挥部因此认定，起义的信息已经被泄露。香港统筹部对此给出了缓期起义的建议，陈炯明和朱执信对此持同意态度，而姚雨平对于临阵反复更改时间持反对态度，认为如此做起义必然失败。黄兴见此情形，认为继续延期与解散起义部队无异，遂下令解散起义部队。但鉴于此次起义已经花费十万余元，黄兴为今后革命能够继续向华侨筹资，最终决定以个人行动的方式举行起义:49。
4月26日上午，遣散令发出，大多数革命党人陆续撤出广州。此时林时塽、喻培伦以广州城内巡警局正在大规模搜查革命党人为由，建议立即发动起义，否则即使遣散也会被逮捕。黄兴接受了这一建议，于是准备集结尚未撤离广州的三四十名革命党人直接攻击两广总督署。此时姚雨平和陈炯明回报，称与同盟会联系密切的顺德第三营被调回了广州:49-50。鉴于这一情形，黄兴立即电告香港总部，表示仍将举行起义，起义时间仍定在4月27日。因大批革命党人已经离开广州，原有的攻打广州城的计划，转为以暗杀广州城内清政府高官为主要任务的计划。在新的计划中，原有的十路攻打广州城的计划，也由于人手不足而缩减为四路进攻:781-782：
- 黄兴率部攻打两广总督署；
- 姚雨平率部攻打小北门，占领飞来庙，迎接新军和巡防营入城；
- 陈炯明率80人巡警教练所；
- 胡毅生率20余人防守大南门。

计划制定完成之后，黄兴向香港总部再次发出电文，敦促革命党人尽快赶来广州，策应起义:782-783。但香港方面建议晚一天发动起义，以便撤回的革命党人能够返回广州参加起义，但黄兴仍决定于4月27日发动起义:49-50。是日为农历辛亥年三月二十九，因此起义也称三二九廣州起義或辛亥廣州起義。

### 爆发

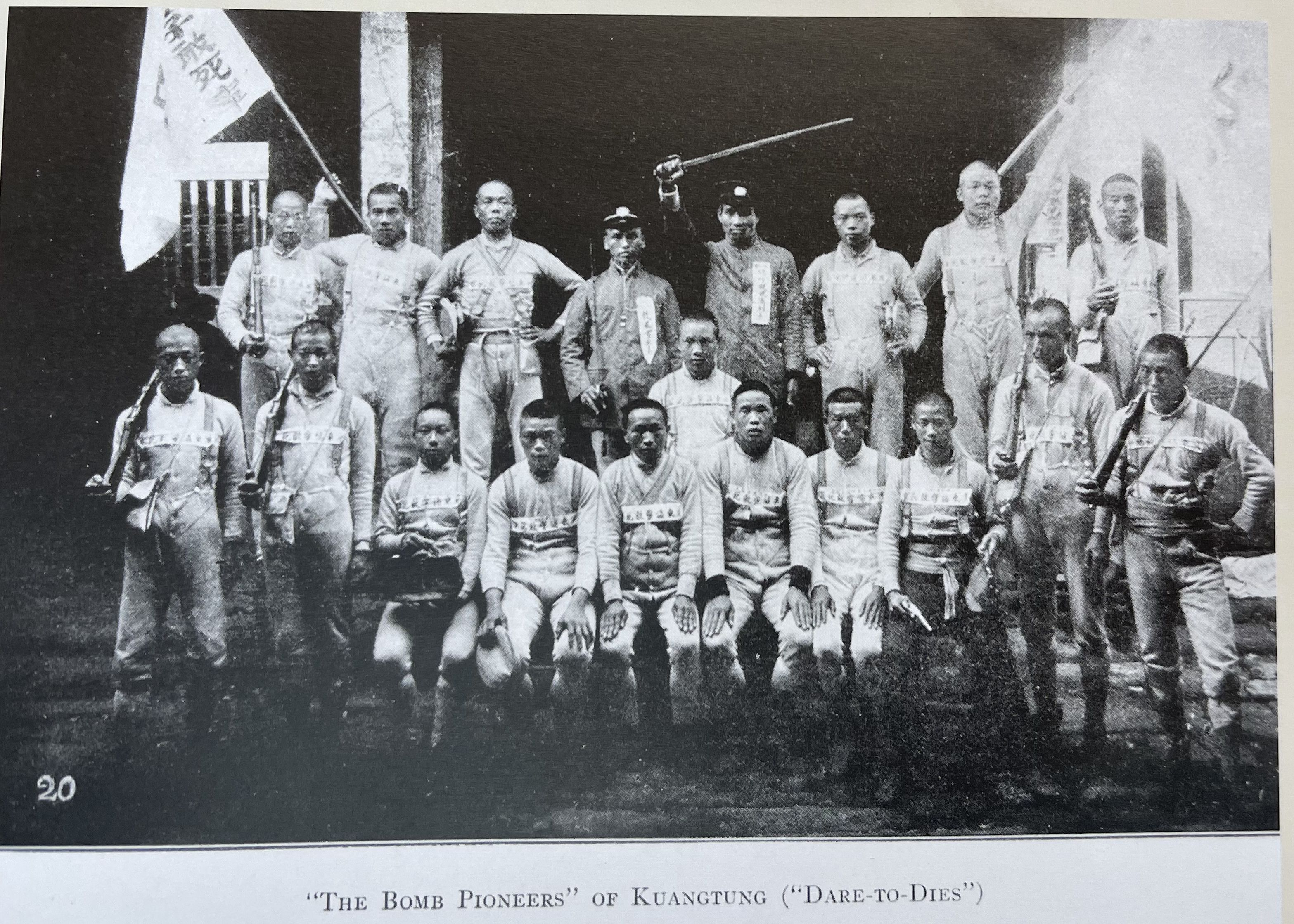
黄花岗部分敢死队员

4月27日，黄兴所部以在胳膊上缠白布，脚穿黑面树胶鞋，作为分辨敌我的标志。当天下午五点三十分，起义正式爆发，但参加起义的仅有黄兴一队，其余三队均未出现。仅剩的起义部队被均分为两个部分，其中一部由黄兴率部离开小东营的起义指挥所后直扑两广总督署；而徐维扬则率部殿后。黄兴所部抵达两广总督署，林时塽等人用炸弹击溃守门的卫兵。选锋们随即突入署内并与其余卫兵展开枪战，候补知府李象辰和总督卫队管带金振邦在枪战中被打死。革命黨人一度占領兩廣總督衙門，之後黃興負傷:202。
黄兴等人四下搜捕两广总督张鸣岐，却发现张鸣岐已经逃往水师行台。此时喻培伦带领数名选锋攻打督练公所。很快李准派自己下属的两个防营分三路围堵起义部队。起义部队随即纵火后撤出衙门，撤出时遭遇到了一支巡防营部队，林时塽误以为对方是前来接应的部队并上前接触，但这支部队其实是李准下属的巡防营，林时塽当场遭枪杀。撤出衙门时，黄兴右手的两根手指在交火中被子弹打断:783-784:55:51-52,55-56,71-72。

### 最终失败
由於起義軍和政府軍力量懸殊，黃花崗起義很快失敗，大批革命黨被捕犧牲:66。
此后黄兴将部队分为三路突围:783-786:42,54,58,59:55-60：
- 来自花县的40余人由徐维扬率领攻打小北门以迎接新军入城。部队赶至小北门时，却发现新军没有得到起义的消息，进而没有前来策应起义。期间该部遭遇观音山的清军袭击。随后该部转而前往水师行台，于正南街、二牌楼等地与清军展开巷战，后从小北门逃出，并最终在三元里遭遇清军。徐维扬让其余6名选锋撤退，自己和选锋徐怀波前往城西营救其他革命党人。最终撤退的6名选锋遭遇清军全部战死，而徐维扬和徐怀波最终幸免于难。
- 来自四川、福建和海外的选锋由刘梅卿、马侣率领攻打督练公所，与喻培伦所部会合。选锋们最终在洪桥被冲散，喻培伦所部数人选择前往小北门，但被带路的打更人引错了路线，最终不得已进入源盛米店内继续与清军作战，清军随即放火烧店，店内的选锋大多受伤被俘；选锋莫纪彭在被冲散之后直奔巡警教练所请求支援，但此时黄一欧等四人已经投入到了起义之中，其余巡警们发现革命党人力量单薄之后并未参加起义。
- 剩下的十余人由黄兴亲率出大南门，以接应巡防营。这批选锋在双门底遇到了一支巡防营部队，双方随即展开交火。交火中起义部队发现对方原本应该是策应起义的，只因没有再胳膊上缠白毛巾而误伤，但对方阵中的革命党人温带雄已经被选锋方声洞开枪打死。起义部队随即被冲散，黄兴最终独自化妆渡过珠江，在同盟会女会员徐宗汉所在的秘密机关内得以包扎伤口。此后又转移至广州城河南的“胡宅”内隐蔽起来。

起义之中，被俘者至少31人，其余大部阵亡，只有极少数人幸存。被俘人员中包括宋玉琳、陈可钧、李文甫等人，在被清政府审讯后遭到杀害。黃興、朱執信等逃脱，喻培倫、林時爽、林覺民、方聲洞等赴死:371。
起义被镇压后，广州城全城戒严，清军和巡警组成的军警搜查队在城内搜捕未来得及逃离的革命党人，只要发现疑似革命党人，当即枪杀。此外军警搜查队还在城内搜查革命党人存放的各类武器，搜出大量枪支、炸弹等。得知起义事发之后，赵声和胡汉民率领部分选锋赶赴广州，却因清军戒严而无法进城，只得分批撤退。赵声随后在“胡宅”内与黄兴会合。而黄一欧则在广州戒严有所松懈时，从暂避处赶回了香港。:784-786:42,54,58,59:55-60,65,69

## 失败原因
黄兴在起义失败之后，与胡汉民一同撰写了一份起义始末的报告书。在这份报告书中，黄兴将起义失败归咎于四点：一是准备时间过久，人比军械先到，导致泄露了风声；二是起义队伍中出了叛徒，让敌人提前做了准备；三是温生才自作主张的刺杀行动和新军的退伍，都是对起义造成意外影响的障碍；第四是姚雨平、胡毅生和陈炯明三队人马临阵脱逃，导致起义部队陷入孤立无援的境地。黄兴在报告书中称姚雨平等三人为“鼠子”，抨击三人贪生怕死临阵脱逃。而姚雨平在起义失败后辗转于南洋多地举行报告会，称自己和另外两人仅仅是因为对起义时间有疑虑而未参加起义，并非贪生怕死。

## 影响

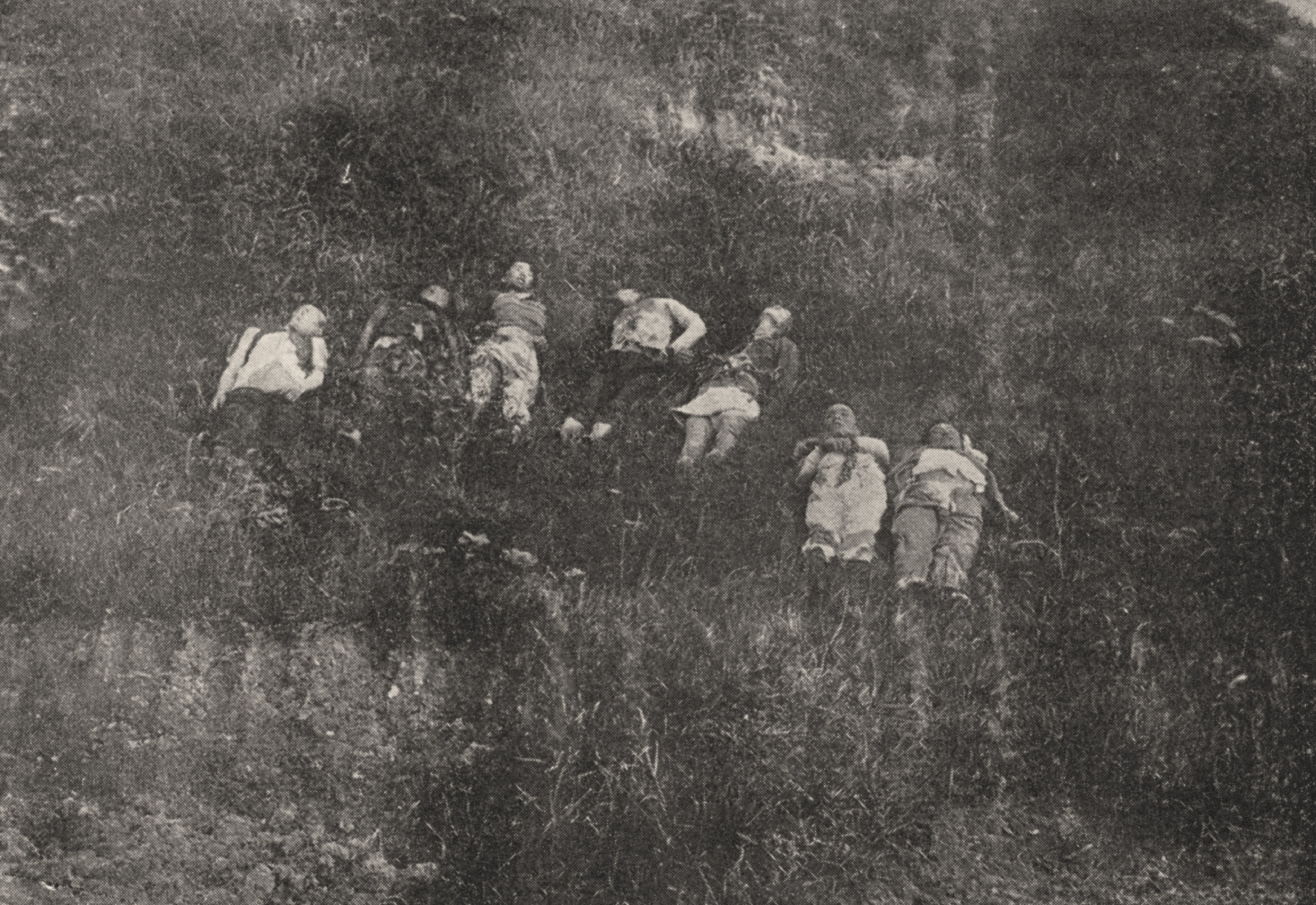
黄花岗起义部分烈士忠骸

清政府在枪杀革命党人后，故意将革命党人暴尸街头，时至5月1日才允许广州地方善堂清理街道。此时之前没能参加起义的同盟会会员潘达微说服时任广东清乡总办的江孔殷和广东广仁善堂为烈士备置棺材。经潘达微指挥工人清洗、辨认、等级，共清理出72具烈士遗骸。这些遗骸最终被收葬于广州红花岗。后因潘达微在《平民报》上发表《咨议局前新鬼录，黄花岗上党人碑》一文中，有意将红花岗改为黄花岗，故而这72名烈士被称为黄花岗七十二烈士，这次起义也被称作黄花岗起义。
起义结束后，沙面的外国军舰和士兵处于高度戒备之中。对此张鸣岐派李准到沙面向各国领事通报情况，并以让各国领事受惊为由致歉:69。在这之后，成功镇压起义的李准遭到了张鸣岐的猜忌，加之革命党人在广州日益频繁的刺杀活动，致使李准后来对革命党人保持中立，之后逐渐倒向革命党人，并最终在辛亥革命中推动了广东光复。赵声在起义失败之后回到香港，悲愤成疾，当年5月18日病逝于香港，年仅30岁。1912年，赵声被南京临时政府追封为上将军:36。而参加起义的陈得平、冯熙周等人在幸存下来之后，转赴云南讲武堂受训。黄兴在起义失败后革命活动转为以刺杀为主，先后主持了针对李准和广州将军凤山的刺杀活动。
这次起义在全国范围内激励了革命热情，间接推动了武昌起义的爆发:787。孙中山评价黄花岗起义，称这场起义与武昌起义具有同等的价值，堪称“惊天地，泣鬼神”。
8月5日，中国民主革命家杨守仁得知起义失败后，因过度忧愤而于英国利物浦的大西洋海湾投海身亡。

## 纪念活动

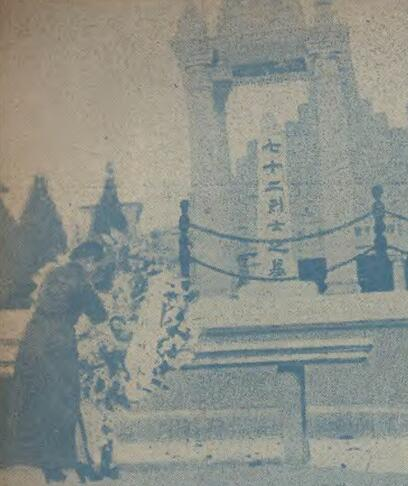
1938年宋庆龄参拜黄花岗并献花

### 廣東（廣府）
1917年，孙中山在南方主持护法运动期间，时任广东驻粤滇军第四师师长、烈士方声洞的哥哥方声涛被任命为广州卫戍司令。方声涛遂与护法军政府参议院议长林森发起捐款，以修建黄花岗七十二烈士陵园。该建造项目于1918年建成，共修建纪功坊、墓亭和碑石等建筑。1922年，72名烈士的身份被全部查实。此后陆续查实身份的牺牲的战士达到102名。1932年该墓由广东省政府出资，再次得以扩建。这次扩建修建了新的墓道和牌坊，以及一座新的莲花池。中华人民共和国成立后，该墓再次得以修缮，并于1961年被列为全国重点文物保护单位。:784:77-79,81-110
1911年6月，黄花岗烈士墓就有两次拜祭活动。中华民国成立后，至1924年之前，每年的阴历三月二十九日都会在黄花岗烈士墓举行公祭活动。1924年6月30日，国民党中央执委会第39次会议上，考虑到阴历有闰三月二十九日，难免引起祭祀活动的混乱，于是将公祭日期改为了阳历的3月29日。这一决定自1925年起开始施行。这一纪念日期也被延续至中华人民共和国成立之后。1938年3月1日，国民党五届中央党务委员会第70次会议将阳历3月29日定为革命先烈纪念日，并决定在每年的这一天举办纪念大会，以纪念包括黄花岗烈士在内的革命先烈。:81-99
位于越华路小东营的起义指挥部旧址在起义失败之后，经历了多次转手。中华人民共和国成立之后，房屋所有者李章达将该屋捐献给了广州市人民政府。该旧址此后被辟为了革命纪念馆，1962年被列为广州市文物保护单位。而在原两广总督署门口的两只石狮子，也因在起义中留下了大量弹痕而被作为纪念物。20世纪60年代初，这两只石狮子被广州博物馆接收，后安置于起义指挥部旧址内。

### 福建（閩都）
1912年3月13日，由林森提議，福建都督府決議將福州府城的城南方向，原耿王莊左公祠（今南公園內）改建為紀念辛亥革命烈士的忠烈祠，「政務院前經議定，以滿清將軍署改建烈士祠，嗣以該署破損甚多，現駐軍隊又未能即時遷徏，興工無期，殊無以慰邦人景仰之誠。乃以3月13日，議以水部耿王莊左公祠改為烈士祠，土木即興，而觀瞻又極宏壯；並令民政可知照土木科，從速辦理。」先烈祠又名忠烈祠，位於南公園東隅的左公祠旁，後改名為辛亥革命歷史文物陳列館，為當年進出公園的必經之處，定每年農曆三月廿九舉行祭典。忠烈祠坐北向南，磚石結構，多層建築，呈城堡形。左右均為三層「城樓」，樓頂有尖塔，互相對稱。中為拱形石門，門上端嵌3塊方形石匾，每塊寫一字，從右到左書寫「忠烈祠」三字，行書體，遒勁飄逸。城堡上開有圓形或長條形窗戶，各層設有陽台。祠前左右對稱，聳立水泥鋼架旗杆塔。整座建築具有中西合璧的風格，宏偉壯觀。祠內設有展廳，展示19位閩籍黃花崗烈士英勇事跡。
1915年，國民政府在南公園興建紀念辛亥廣州起義黃花崗閩籍烈士的「忠烈祠」，忠烈祠中供奉辛亥黃花崗起義19位閩籍烈士的名單是：林覺民、劉元棟、馮超驤、劉六符、林文、陳更新、陳與燊、方聲洞、林尹民、陳可鈞、黃忠炳、卓秋元、羅乃琳、胡應升、王燦登、林西惠、魏金龍、陳清疇、陳發炎。
1925年孫中山先生逝世，福州各界群眾在南公園忠烈祠里舉行追悼會，隆重祭悼烈士。忠烈祠成了緬懷先賢、激勵人心的一個富有教育意義的紀念地。1937年抗戰前夕仍完好無損。福州兩度淪陷時期，遭到日軍嚴重破壞，祠內大部分建築物和文物被毀。1946年，只剩空殼，徒有四壁，最終圮廢。2016年，福州市臺江區政府在忠烈祠原址建造「忠烈亭」，供人崇祀和紀念。

## 相關影視作品
電影：
- 《碧血黃花》 - 1954年新華影業公司
- 《碧血黃花》 - 1980年大星電影公司
- 《辛亥雙十》 - 1981年邵氏電影公司、中央電影公司
- 《國父傳》 - 1986年（林偉生 / 萬梓良 / 爾冬陞）
- 《十月圍城》 - 2009年（謝霆鋒 / 黎明 / 梁家輝 / 王學圻 / 任達華 / 胡軍 / 范冰冰）
- 《辛亥革命》 - 2011年英皇、長春、上海等9家電影公司（成龍 / 趙文瑄 / 李冰冰 / 胡歌 / 陳沖）

電視劇：
- 《六壯士—訣別書》 - 1990年中華電視台八點檔國語連續劇（何家勁 / 魏秋樺）
- 《走向共和》 - 2003年中國中央電視台連續劇（馬少驊 / 呂中）
- 《辛亥革命》 - 2011年中華電視台八點檔國語連續劇（馬少驊 / 姚居德 / 張秋歌）

纪录片：
- 2011年是中華民國建國一百周年，中华民国政府在台湾举办了《三二九黄花岗一百年纪念暨春祭先烈大典》。